# Johann Rudolf Iselin
Johann Rudolf Iselin (* 19. Juni 1705 in Basel; † 3. März 1779 ebenda) war ein Schweizer Jurist, Historiker und Redaktor.

## Leben und Werk
Iselin war der Sohn des Basler Ratsherrn und Seidenfabrikanten Johann Jakob Iselin (1675–1734) und der Maria (1682–1751), geborene Elbs.
An der Universität Basel absolvierte Iselin von 1717 bis 1725 das Studium der Rechtswissenschaften. Anschliessend reiste er durch Deutschland, die Niederlande und Frankreich. 1726 promovierte er zum Doktor der Rechte. Im selben Jahr heiratete Iselin Agnes Louis, Tochter des Ratsherrn Daniel Louis, und wurde zum Mitglied der Berliner Akademie ernannt. Zwei Jahre später war er als Vorsteher des theologischen Alumneums und ab 1734 als Assessor der juristischen Fakultät der Universität Basel tätig. Iselin interessierte sich schon früh für völkerrechtliche Fragen, was ihn schliesslich zur Geschichte, im Besonderen zur Historiographie, führte. So gab er von 1734 bis 1736 zwei Bände des Chronicon Helveticum des Aegidius Tschudi heraus.
1736 erfolgte seine Ernennung zum Hofrat des Markgrafen von Baden-Durlach. Iselin übernahm 1743 die Redaktion der Basler Mittwoch- und Samstag-Zeitung und entfaltete in den folgenden zwanzig Jahren eine rege politische Tätigkeit, die ihn mit den einflussreichsten schweizerischen und ausländischen Persönlichkeiten der Politik und Wissenschaft in Kontakt brachte.
Iselin misstraute vor allem der Politik des Bischofs von Basel und den freundlichen Beziehungen dieses Kirchenfürsten zu Frankreich. Auch vertrat Iselin die Meinung, dass, wenn sich Frankreich und Preussen verbünden, Gefahr für die evangelischen Eidgenossen drohe. So war es für ihn eine gute Nachricht, als Preussen und England gemeinsam im Siebenjährigen Krieg gegen Frankreich und andere europäische Mächte kämpften.
Iselin wurde 1750 zum Mitglied der Florentischen Akademie zu Cortona und der Gesellschaft der Arkadier in Rom ernannt. Er war auch Mitglied der Akademien der Wissenschaften zu Paris und Nancy. Die Berufung in Basel zum Professor des römischen und öffentlichen Rechts erfolgte 1757.
Von 1759 bis 1776 war Iselin Dekan der juristischen Fakultät und von 1763 bis 1764 Rektor der Universität Basel, bis zu seinem Tod lehrte er dort das Fach Staatsrecht. Seine publizistische Tätigkeit führte er weiter und schrieb als Redaktor bis 1768 weiterhin Artikel für die Basler Mittwoch- und Samstag-Zeitung.